# The Grateful Dead (album)
| Recensione     | Giudizio |
| -------------- | -------- |
| AllMusic       | [ 1 ]    |
| Piero Scaruffi | [ 2 ]    |

The Grateful Dead è il primo album dei Grateful Dead, pubblicato nel 1967 per la Warner Bros.

## Descrizione
Registrato in soli 3 giorni, l'album si caratterizza per un sound grezzo, ancora legato agli stilemi del garage rock e del blues, e incapace di riproporre la tipica potenza dal vivo del gruppo.
Sono soltanto tre le canzoni scritte dalla band, il resto sono brani di altri artisti riarrangiati: il disco ripropone i brani suonati dal gruppo nei concerti, seppur entro le logiche limitazioni delle facciate del disco, non a caso nell'edizione originale i brani vennero tagliati per rientrare nella durata standard dei long playing e solo con la riedizione in compact disc si è potuta avere una versione integrale.
Di tutte le tracce proposte, soltanto Viola Lee Blues, con i suoi 10 minuti, riesce a rendere, almeno in parte, l'idea delle loro esibizioni dal vivo e del loro carattere lisergico.
Interessante notare come il disco riporti Garcia come "Captain Trip", in memoria degli storici Acid Test. L'enigmatica scritta che compare sulla copertina dell'album riporta la scritta, criptata, dal libro dei morti egizio: "In the Land of the dark, the ship of the sun is drawn by the grateful dead".

## Tracce

### Versione originale su LP (1967)

#### Lato A
1. The Golden Road (To Unlimited Devotion) – 2:13 (Grateful Dead)
2. Beat It on Down the Line – 2:33 (Fuller)
3. Good Morning Little School Girl – 5:45 (Williamson)
4. Cold Rain and Snow – 2:31 (Grateful Dead)
5. Sitting on Top of the World – 2:07 (Jacobs, Carter)
6. Cream Puff War – 2:28 (Garcia)

#### Lato B
1. (Walk Me Out in the) Morning Dew – 5:08 (Dobson, Rose)
2. New, New Minglewood Blues – 2:37 (Lewis)
3. Viola Lee Blues – 10:13 (Lewis)

### Riedizione su CD (2003)
1. The Golden Road (To Unlimited Devotion) – 2:07 (Grateful Dead)
2. Beat It on Down the Line – 2:27 (Fuller)
3. Good Morning Little School Girl – 6:32 (Williamson)
4. Cold Rain and Snow – 2:26 (Grateful Dead)
5. Sitting on Top of the World – 2:43 (Jacobs, Carter)
6. Cream Puff War – 3:18 (Garcia)
7. (Walk Me Out in the) Morning Dew – 5:16 (Dobson, Rose)
8. New, New Minglewood Blues – 2:40 (Lewis)
9. Viola Lee Blues – 10:09 (Lewis)
10. Alice D. Millionaire – 2:22 (Grateful Dead)
  -  Il titolo è stato ispirato dal titolo di un giornale del 1966 - "LSD Millionaire" sul benefattore e tecnico del suono del gruppo, Owsley Stanley.
11. Overseas Stomp (The Lindy) – 2:24 (Jones, Shade)
12. Tastebud – 4:18 (McKernan)
13. Death Don't Have No Mercy (versione strumentale) – 5:20 (Gary Davis)
14. Viola Lee Blues (edit version) – 3:00 (Lewis)
15. Viola Lee Blues (live al Dance Hall di Rio Nido (California) 09/03/1967) – 23:13 (Lewis)

## Formazione
- Jerry Garcia - chitarra, voce
- Bob Weir - chitarra, voce
- Ron "Pigpen" McKernan - tastiere, armonica, voce
- Phil Lesh - basso, voce
- Bill Kreutzmann - batteria